# American Shorthair
L'American shorthair o americano a pelo corto è una razza di gatto originaria del Nord America, fra le più comuni negli Stati Uniti d'America.

## Storia
Nel Nord America, prima dell'arrivo dei coloni europei, non esistevano gatti. Forse trasportati dalla nota nave Mayflower, i primi gatti avevano il compito di proteggere le case e il cibo uccidendo un gran numero di roditori. Questi gatti poterono così evolversi senza interferenze umane durante tutto il XIX secolo, rafforzando la struttura corporea e sviluppando il mantello protettivo.

## Descrizione
Sebbene non sia un gatto estremamente atletico, l'American Shorthair ha un corpo grande e potente. Secondo gli standard della Cat Fanciers' Association, l'americano a pelo corto ha tutte le carte in regola per essere definito un gatto "da lavoro". Il muso è tondo e le orecchie corte. Questi gatti sono generalmente facili da mantenere, in salute, affezionati ai padroni ed amichevoli con gli estranei. I maschi sono molto più grandi delle femmine. Con la giusta dieta e una dose sufficiente di coccole, attenzioni ed amore, possono vivere più di 15 anni. La loro struttura è molto solida, potente e muscolare, con spalle e busto ben sviluppati. L'americano può manifestare più di 80 colorazioni diverse, dal marrone al tabby, dal bianco allo smoke fino al calico van.

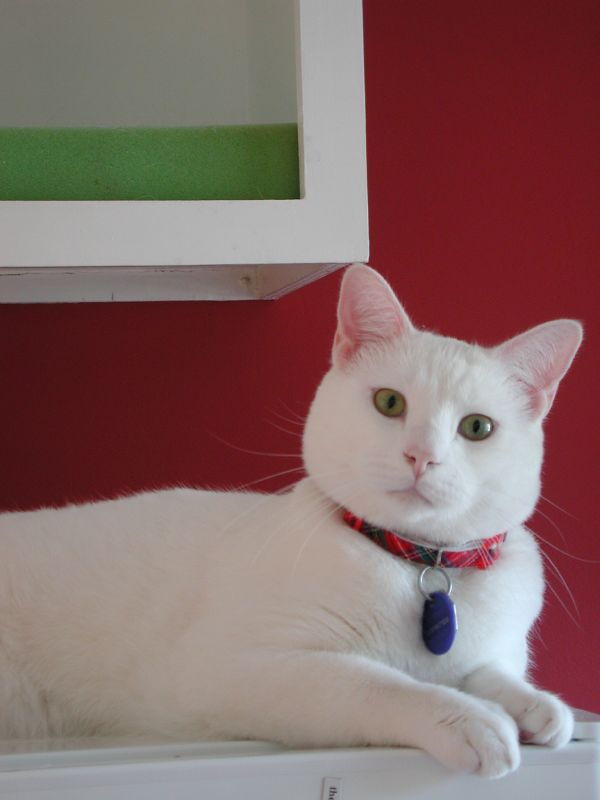
Un raro esemplare bianco

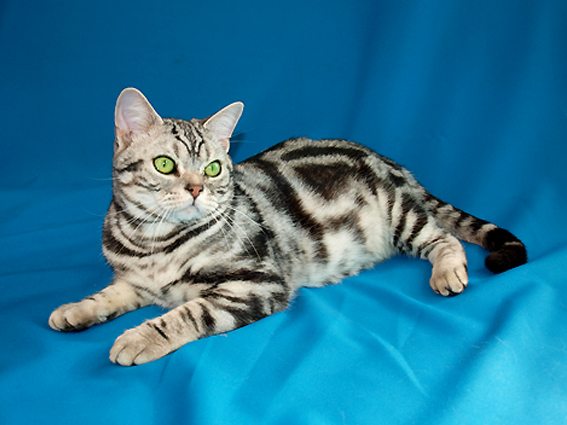
Un esemplare con la tipica colorazione

## Carattere
È un gatto intelligente, affettuoso, casalingo ed amico dei bambini. Eccellente arrampicatore e saltatore, l'istinto della caccia è in lui irrefrenabile. Anche quando ha mangiato a dovere, è sempre pronto ad acchiappare topi di ogni dimensione. È perciò addirittura considerato "gatto da lavoro". Si affeziona senza distinzioni a tutti i membri della famiglia, purché lo trattino con rispetto e lo lodino quando porta in casa dei "regalini" acchiappati al volo.
Non disdegna la vita d'appartamento, purché gli venga ogni tanto concessa la possibilità di muoversi su un terrazzo o di scorrazzare su un tetto. Ma sarà più felice se potrà disporre di spazi più ampi. Anche se si allontana per qualche ora, il forte senso dell'orientamento e l'amore per la casa lo fanno puntualmente tornare dai padroni.